# Богоявление
Богоявление е един от най-древните християнски празници. Празнува се на 6 януари (Йордановден) по Грегорианския календар и е посветен на разкриването на Иисус Христос, като Бог, вече в зрялата му възраст. В миналото е бил повече насочен към честване на появата му в света изобщо, както и на съпътстващи я библейски събития, като Обрезание Господне и Поклонението на Влъхвите. Постепенно от него се отделя, като самостоятелен празник Рождество Христово, което е сред причините днес различните християнски деноминации да го празнуват различно.
Празникът в Гърция се празнува на 6 януари, а в Русия и Сърбия – по стар стил – на 19 януари.

## Православна традиция
Православната вяра обединява празника Богоявление с празника Кръщение Господне, приемайки, че при кръщението на Иисус на река Йордан се появява Бог в своята триединна същност: Синът – Христос, Светият дух – във вид на гълъб, дошъл от „отворилото се“ небе, който каца върху Христос, и Гласът на Небесния Отец (Глас Божи), който оповестява: „Този е Моят възлюбен Син, в Когото е Моето благоволение“. Според православния календар празникът Йордановден ознаменува водното кръщение, което Христос получава от Йоан Кръстител.
На този ден имен ден празнуват: Богомил, Бойко, Бойка, Йордан, Йорданка, Данчо, Богдан, Богдана, Божидар, Динко, Диньо, Дана, Дан, Божан, Божана, Божил, Боголюб, Боголюба и др.

## Традиции и обичаи
Този празник има различни имена в различните области на страната, като някои от тях са Кръстовден, Водици или Водокръщи. Народът нарича празниците Богоявление и Йордановден по общо име „Водици“, заради връзката им с водата; на този ден всеки, който иска да е здрав през годината, се окъпва или поне се измива на река. Където има водоем, се извършва ритуално хвърляне на кръста от местния свещеник. След изваждането му се служи тържествено богослужение, наречено Велик водосвет. На нея се обновява светената вода в храмовете, а вярващите си носят от нея у дома за защита от болести и пречистване на душата, пази се през цялата година и се ползва в тежки моменти за семейството. На самия Йордановден се месят три ритуални хляба, при чието замесване се ползва остатъкът от старата светена вода, един – за дома, друг – за гостите, а третият се оставя пред вратите на къщата заедно с бакър вино за минувачите. Върху железен предмет се изгарят чемширените китки от предната Коледа и пепелта се поръсва със светена вода и се заравя под овошка или трендафилов храст. С донесена от църквата свещ се запалва с „нов“ огън кандилото в семейния иконостас. Там се полагат и новите рождественски китки. Вечерта срещу Йордановден е третата (и последна) кадена вечер. Тя трябва да е постна. Девойките също по свой начин вземат участие в този празник. Още преди изгрев слънце, те отиват към кладенеца или към местен извор да си налеят „света“ вода. На реката обмиват домашната икона и своите лица. От ритуалните измивания и пръскания с вода на Богоявление тръгват и обичаите, свързани с поливането и мокренето на всички именици, независимо от годишното време.
В Родопите има още една традиция на този ден – да се хвърлят за здраве във водата младоженците (тези двойки, които са се оженили предната година). Къпането се извършва от специални хора: „хаскари“ или „къпинчари“. Ако няма наблизо река, тогава церемонията се провежда до кладенец.

## Поверия за Йордановден
С празника са свързани различни поверия, сред които:
Ако на Йордановден времето е студено и сухо – годината ще бъде добра и плодородна.
Замръзне ли хвърленият във водата кръст, годината ще бъде здрава и плодовита.
Който е извадил кръста от водата, ще бъде здрав и щастлив.
През нощта срещу Богоявление в глуха доба небето се отваря и всеки, който го види, ще получи от Бог това, което си пожелае.

## Храмове в България
В България има няколко храма, посветени на Богоявление. Сред тях са:
- Църквата „Свето Богоявление“ в дряновското село Радовци. Храмът е построен през 1868 година[6]. Архитектурата на Църквата е различна от класическия тип кръстокуполни църкви. Тя впечатлява с външния вид на балканджийска къща, адаптирана по-късно за църква с построяването на външна абсида за олтар, съчетана с килийно училище на втория етаж.[7] Храмът принадлежи на Великотърновска епархия на Българската православна църква-Българска патриаршия;
- Църквата „Свето Богоявление“ в етнографския комплекс „Етъра“ край Габрово. Храмът е осветен през 2006 година от Великотърновски митрополит Григорий[8]. Църквата е копие на храма в село Радовци. Храмът принадлежи на Великотърновска епархия на БПЦ;
- Църквата „Свето Богоявление“ в село Кръшно, Търговище. Построена е през 1885 година. Принадлежи на Русенска епархия на БПЦ;
- Църквата „Свето Богоявление“ в село Пиргово, община Иваново. Настоящата сграда е построена през 1812 година[9]. Принадлежи на Русенска епархия на БПЦ;
- Параклис „Свето Богоявление“ в село Павелско, община Чепеларе[10]. Храмът принадлежи на Пловдивска епархия на БПЦ.